# Fusinus rutilus
Fusinus rutilus is een slakkensoort uit de familie van de Fasciolariidae. De wetenschappelijke naam van de soort is voor het eerst geldig gepubliceerd in 1996 door Nicolay & Berthelot.